# Natalie Chung
Pour les articles homonymes, voir Chung.
Natalie Chung, née en 1962 à Toronto, est une présentatrice de journaux télévisés de langue française et journaliste d'information.

## Biographie
Son père d'origine coréenne, Joseph Chung, était un professeur d'université et sa mère, Lucie Lépine, est originaire du Québec. 
Elle a grandi à Montréal.

## Carrière
Natalie Chung a travaillé jusqu'en 1991 à la chaîne de télévision québécoise Météomédia. Elle travaille maintenant à RDI, une des chaînes de télévision francophone de la Société Radio-Canada comme présentatrice des bulletins d'information des émissions de fin de semaine telles que Aujourd'hui et Le Monde ce soir.